# KISS Pinball
KISS Pinball er et videospil udviklet af Wildfire Studios og udgivet af On Deck Interactive til Microsoft Windows i 2000. I 2021 blev der lavet en port til PlayStation som blev udviklet af Tarantula Studios og udgivet af Take-Two Interactive i 2001.

## Anmeldelse
PlayStation-versionen modtog "generelt ugunstige anmeldelser" ifølge hjemmesiden Metacritic.

## Eksterne links
- KISS Pinball på MobyGames (engelsk)

| computerspil | Spire Denne computerspilsrelaterede artikel er en spire som bør udbygges. Du er velkommen til at hjælpe Wikipedia ved at udvide den. |